# マヌ・パエア
マヌ・パエア（Manu Paea、2001年9月17日 - ）は、スーパーラグビー・パシフィック、モアナ・パシフィカに所属するラグビー選手。

## プロフィール
- ニュージーランド・オークランド出身[1]。
- ポジションはスクラムハーフ(SH)。
- 身長 175cm、体重 85kg
- トンガ代表キャップ数は15(2025年1月現在）でラグビーワールドカップ2023のトンガ代表に選ばれた[2]。

## 略歴
ノースランド、オークランドを経て、2022年、モアナ・パシフィカに加入。